# François Ganeau
 (février 2010).
Si vous disposez d'ouvrages ou d'articles de référence ou si vous connaissez des sites web de qualité traitant du thème abordé ici, merci de compléter l'article en donnant les références utiles à sa vérifiabilité et en les liant à la section « Notes et références ».
François Ganeau (1er mai 1912 à Paris en France - 5 novembre 1983 à Paris) est un artiste décorateur. Il a vécu à Paris et travaillé en France et à l’étranger.

## Biographie
Sorti major de l’école Boulle, section sculpture sur bois, en 1931, François Ganeau voyage avant-guerre en Italie, en Grèce, au Maroc et en Égypte. Il en rapporte dessins, peintures et photographies.
Les cinq années passées en captivité  sont déterminantes pour sa carrière. Dans des conditions de dénuement extrême, il devient « homme de théâtre », montant plus de vingt pièces (Molière, Ben Jonson, Shakespeare, Giraudoux, Musset, Labiche, etc). A  son retour à Paris il rencontre Louis Jouvet et Pierre Blanchar et consacrera dès lors la majeure partie de son activité aux arts de la scène (théâtre, opéra et ballet) en tant que scénographe et costumier.
Scénographe et décorateur, il conçoit pavillons et stands pour des salons (Arts ménagers, Sicob, Aéronautique, etc.) et des expositions internationales (Paris, Bruxelles, Barcelone, Milan, Lima, Bogota, Hambourg), comme des décors pour des divertissements en plein-air (1957, Festivités pour la reine d’Angleterre; 1964, anniversaire de la Libération).
Graphiste, il crée des affiches pour la publicité, le théâtre, la danse et le tourisme. Il dessine des médailles et crée, en 1952, le caractère typographique « Vendôme » pour la fonderie Olive de Marseille.
Décorateur, il peint et sculpte pour des maisons privées, comme pour des bâtiments publics dans le cadre des « Un pour cent », travaillant avec les architectes H.J. Le Même et G. Massé. On lui doit la fresque de l'église de Modane en Savoie, des sculptures pour l'ENAC à Toulouse, les lycées de Saint-Jean-de-Maurienne et de Niort.
Il enseigne à l’ENSAD (École nationale supérieure des arts décoratifs), est juré à l’ENSATT (École nationale supérieure des arts et techniques du théâtre) et conseiller artistique à la Comédie-Française.

## Principales réalisations pour la scène

### Théâtre
- 1947 : Théâtre des Champs-Élysées, costumes pour Œdipe Roi (décors de Picasso)[5]
- 1949 : décors pour George Dandin de Molière, mise en scène Jean-Marie Serreau et François Vibert, les tournées en France et en Allemagne de l'Ouest[6]
- 1949-1963 : Théâtre Montparnasse : Journal d'Anne Frank, Théâtre Saint-Georges avec Jean Mercure, Théâtre Hébertot : La Condition humaine, Théâtre Daunou : La Plume, Comédie Caumartin.
- 1950-1970 : Comédie-Française [7] La Double Inconstance, Comme il vous plaira[8], Le Mariage forcé, La Méprise, Supplément au voyage de Cook
- 1952-1954 : cofondateur du Théâtre de Babylone avec Jean-Marie Serreau
- 1953 : Festival dramatique de Normandie, Caen : Le Chevalier de neige et La Ville au fond de la mer[9]
- 1958-1959 : Théâtre Marigny : L’étonnant Pennypacker, Champignol malgré lui, Le vélo devant la porte
- 1960-1962 : Grenier de Toulouse avec Maurice Sarrazin et S. Turck : La Dispute, La Fausse Suivante, L’Histoire du soldat…
- 1961 : Lyon, Le Jeu de l'amour et du hasard, Macbeth, Philoctète.
- 1961 : Festival de Sarlat : La Nuit des rois
- 1964-1966 : Paris, Festival du Marais :  La Seconde Surprise de l'amour, L'Eventail
- 1965 : Genève : Chaud et Froid
- 1968 : Théâtre des Bouffes-Parisiens : Fleur de cactus, avec Jacques Charon ; Adieu Berthe, avec Francis Blanche

### Opéra ballet
- 1951-1972 : Festival de Musique d’Aix-en-Provence [10]: Le Mariage secret, Le Téléphone, Zémire et Azor, Lavinia, Cosi fan tutte, Carmen, Le Médecin malgré lui, Le Combat de Tancrède et Clorinde. Crée aussi les programmes et affiches.
- 1955-1965 : Genève, Grand Théâtre : Orphée, Benvenuto Cellini, Les Oiseaux, Faust,
- 1957-1962 : Lyon et Fenice de Venise : Pelléas et Mélisande
- 1958 : Scala de Milan, Opéra de Paris, et Fenice de Venise : L'Enfant et les Sortilèges
- 1961 : Strasbourg : Faust
- 1962 : Mai Florentin : Iphigénie en Tauride
- 1963 : Strasbourg : Le Pont des soupirs
- 1964-1966 : Paris, Festival du Marais : Hippolyte et Aricie, I Turchi amanti
- 1964 : Tel-Aviv : Don Giovanni
- 1968 : Paris, Opéra-Comique : Le Comte Ory
- 1969-1973 : Palerme : Les Malheurs d'Orphée, La Voix humaine, L'Etoile, Shéhérazade, Phèdre
- 1971 : Opéra du Rhin : La Belle au bois dormant
- 1974 : télévision française : La Grande-duchesse de Gérolstein

### Ballets
- 1953  : ballets de Françoise et Dominique
- 1955, 1958 : Grand Ballet du Marquis de Cuevas dans la cour carrée du Louvre à Paris : Roméo et Juliette
- 1960 : ballets nationaux de la République de Guinée